# Convento de Santa Marta y Santa María de Moscú

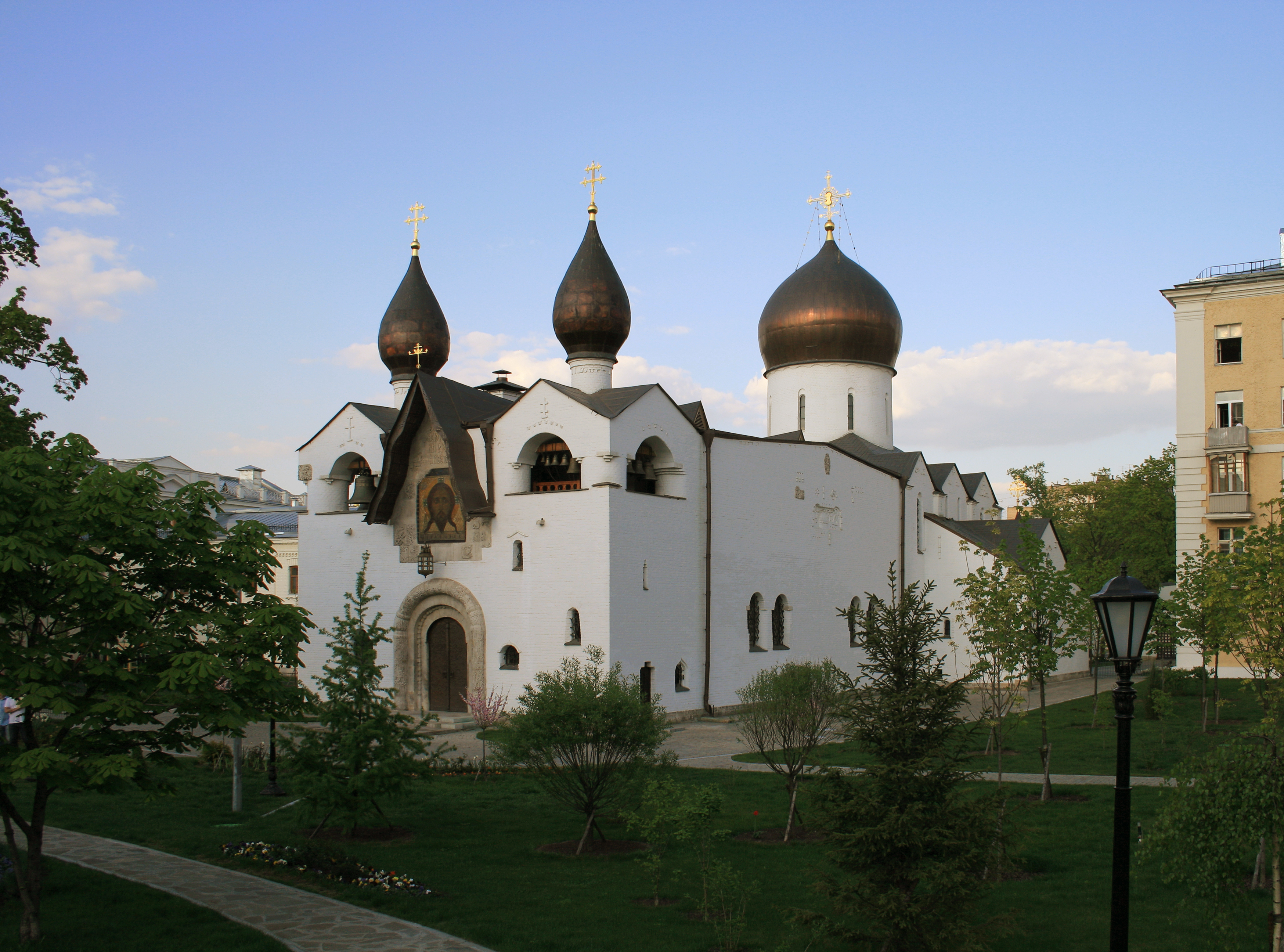
La Catedral de la Protección de la Madre de Dios en el convento de la caridad de Santa Marta y Santa María.

El convento Marfo-Mariinski, o convento de Santa Marta y Santa María (del ruso: Марфо-Мариинская обитель, Марфо-Мариинская обитель милосердия во владении великой княгини Елизаветы Фёдоровны) es un claustro ortodoxo femenino en Moscú.
El convento fue fundado en 1908 por la Gran Duquesa Isabel Fiódorovna Románova (hermana de Alejandra Fiódorovna Románova, la última zarina de Rusia —ambas son consideradas como parte de los Nuevos Mártires rusos-. En el convento se asistía a los enfermos, heridos y soldados lisiados hasta su recuperación, también proveían las necesidades de los pobres y huérfanos. 

La Gran Duquesa Isabel fue la viuda del Gran Duque Sergio Aleksándrovich Románov de Rusia, el cual fue asesinado en un atentado terrorista en 1905. Después de la muerte de su esposo, ella regaló su magnífica colección de joyas, incluida su alianza y vendió el resto de sus posesiones. Con los beneficios abrió el convento de Santa Marta y Santa María y se convirtió en su abadesa. Su propósito era crear una comunidad religiosa, integrada por mujeres provenientes de todas las clases sociales, que pretendía aunar las enseñanzas de Santa Marta de Betania y Santa María de Betania, ambas dedicadas a la oración, así como al servicio de las necesidades de los pobres. Adquirió un solar en Moscú y construyó un hospital, un Orfanato para niñas, y una sede para las monjas. Trabajando en colaboración con las autoridades de la Iglesia Ortodoxa desarrolló el Monacato y el hábito monástico —el cual se diferenciaba bastante del tradicional hábito de las monjas ortodoxo— que se utilizaba en el convento. En su punto culminante el conventó contó con 97 hermanas y servía 300 comidas diarias a los pobres. 

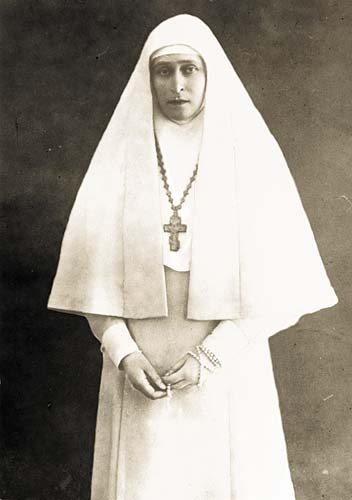
La Gran Duquesa Isabel Fiódorovna Románova vistiendo su hábito monástico que ella misma diseñó para el convento.

Entre 1908 y 1912, Alekséi Shchúsev construyó la Iglesia de Santa Marta y Santa María y la Catedral de Protección de la Madre de Dios, ambas estructuras en estilo modernista con préstamos del tipo arquitectónico medieval de Nóvgorod. La catedral, de un blanco impoluto, está adornada con cruces esculpidas por Serguéi Koniónkov. El interior contiene frescos y mosaicos de Mijaíl Nésterov y Pável Korin. 
Ambos centros de culto y el convento se cerraron por las autoridades comunistas en 1926 y las monjas fueron dispersadas. En 1990 un monumento fue erigido en los jardines del convento dedicado a la Gran Duquesa Isabel, que fue canonizada por la Iglesia Ortodoxa Rusa (ver Canonización de los Románov). En 1992, la celebración del Servicio Divino se llevó a cabo en la iglesia de las Santas Marta y María, y en 1994 se restableció la comunidad religiosa.
En 1999 se fundó el centro de educación de Santa Marta y Santa María, con las bendiciones de Alejo II, patriarca de Moscú y toda Rus, con el propósito de formar jóvenes ortodoxas para que se conviertan en enfermeras tituladas. 
La princesa Alicia de Battenberg fundó una enfermería de monjas ortodoxas griegas, la "Comunidad Religiosa de Marta y María", que tomó como modelo el convento de Santa Marta y Santa María fundado por su tía en Rusia. Sin embargo, la orden se tuvo que disolver a consecuencia de la carencia de vocaciones.
En 2002, el príncipe Carlos de Gales encargó al compositor converso a la Iglesia Ortodoxa Rusa, John Tavener que escribiera una composición coral en memoria de su abuela la Reina Madre Isabel. La obra llevó por título Isabel llena de gracia y conmemoraba la vida, muerte y canonización de la Gran Duquesa Santa Isabel. Estrenada en la Capilla de San Jorge en el Castillo de Windsor el 28 de febrero de 2003 por Valery Gergiev y el coro y orquesta Mariinsky, los ingresos de la representación fueron entregados a la obra de caridad del convento de Santa Marta y Santa María de Moscú.

## Referencias

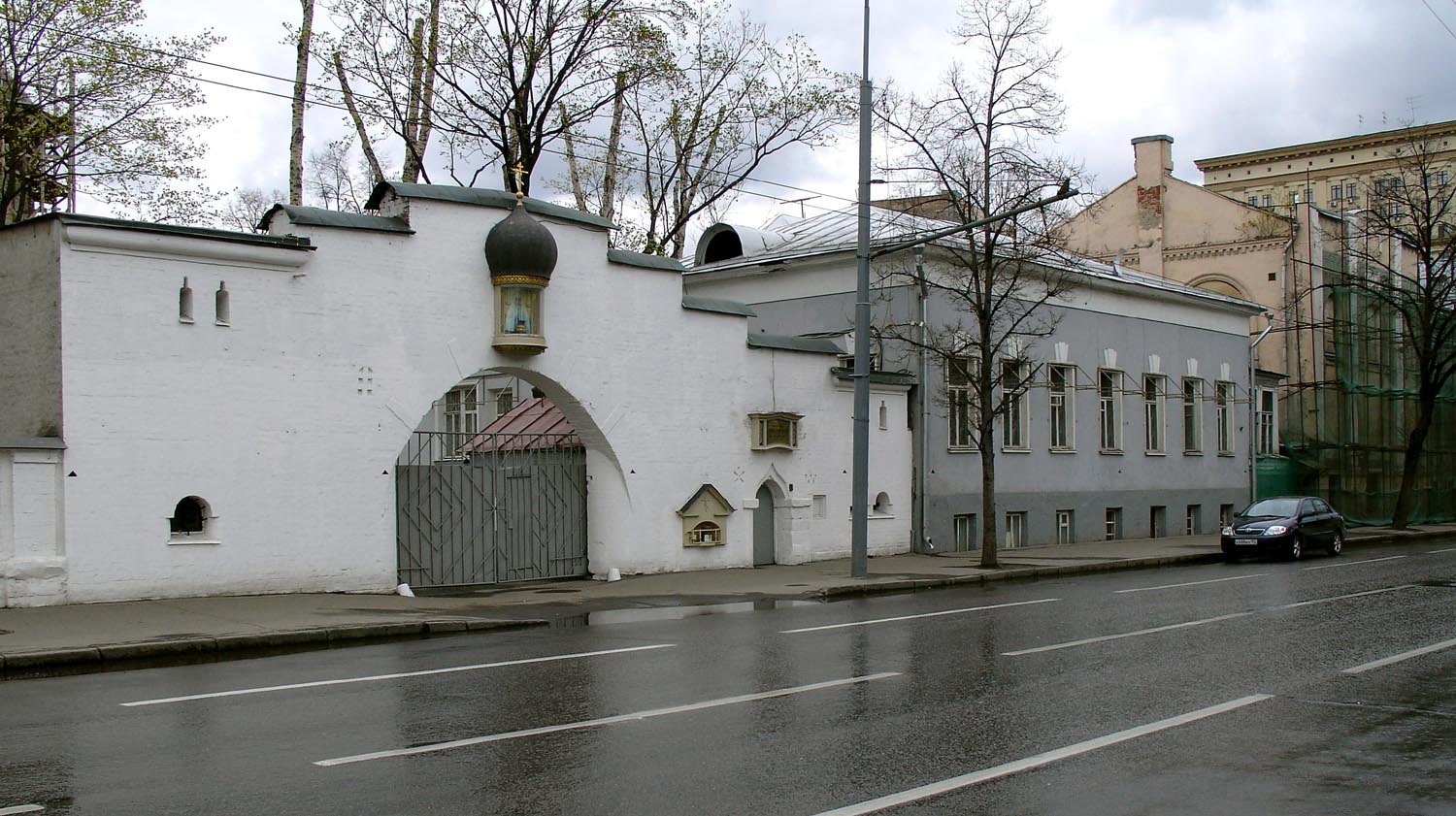
Entrada del convento.